# Jardín Botánico de la Universidad de Letonia
El Jardín Botánico de la Universidad de Letonia (en letón : Latvijas Universitātes Botāniskais Dārzs) es un jardín botánico de 15 hectáreas de extensión que se encuentra en Riga y depende administrativamente de la Universidad de Letonia. 
Presenta trabajos para el International Agenda Registrant. 
Su código de reconocimiento internacional como institución botánica, así como las siglas de su herbario es RIGG.

## Localización
Latvijas Universitātes Botāniskais Dārzs, Kandavas iela 2 Riga LV-1083 Latvia-Letonia
Planos y vistas satelitales.56°57′11.8794″N 24°2′19.3194″E / 56.953299833, 24.038699833
- Altitud: 8.00 m s. n. m.
- Área bajo cristal: 1025 metros
- Área bajo sombra: 45 metros

## Historia
Este jardín botánico fue creado en 1922 y es el jardín botánico más antiguo en Letonia. Forma parte del paisaje verde de Riga. 
Cuando Letonia formaba parte de la Unión Soviética (1940-1991), el trabajo de todos los jardines botánicos era coordinado por el "Consejo de la Unión Soviética de los Jardines Botánicos". 
El Consejo había establecido como tema científico común la "Introducción y aclimatación de plantas", por lo que resulta que el jardín botánico de la Universidad de Letonia llevara a cabo la introducción, selección y estudio biológico de las plantas de valor económico. Así como plantas agrícolas.
Estas plantas eran en su mayoría de frutas y plantas ornamentales. Entre sus logros más importantes fue la selección de melocotones y albaricoques adecuados para las condiciones agro-climáticas de Letonia y la introducción, selección y estudio fisiológico de Rhododendron.

## Colecciones
En este jardín botánico se albergan unos 5400 taxones de plantas vivas, árboles y arbustos (755 taxones), plantas tropicales y subtropicales bajo cristal (1660 taxones), plantas ornamentales herbáceas en lechos de cultivo (1990 taxones). Se exhiben en diferentes colecciones de las que destacan:
- Invernadero con 1660 taxones de plantas tropicales y subtropicales,
- Plantas herbáceas ornamentales con unos 1990 taxones en exhibición.
- Azaleas
- Rhododendron,
- Magnolias
- Juniperus,
- Dalias,
- Plantas perennes resistentes al frío,
- Plantas suculentas
- Arboretum de 9 hectáreas de extensión, que exhibe 755 taxones de árboles y arbustos, con una colección de albaricoques y melocotones.

Los invernaderos, se encuentran dentro de los límites del jardín y son cuatro edificios de madera que datan de los siglos XVIII y XIX que son de importancia arquitectónica estatal.
También albergaba la que fue por vez primera la única estación de observación de satélites artificiales de la Tierra en la URSS, que ahora pertenece al Instituto de Astronomía.

## Actividades
En este jardín botánico se llevan a cabo numerosas actividades investigadoras y programas de cultivo y conservación de plantas Ex Situ.
- Mejora en el cultivo de las plantas medicinales
- Conservación Biológica
- Sistemas informatizados para el manejo de las plantas
- Ecología
- Floricultura
- Horticultura
- Etnobotánica
- El estudio biológico y el control de especies invasivas
- Sistemática y Taxonomía
- Programas educativos